# Zərdab (district)
Zərdab (ook geschreven als  Zardab) is een district in Azerbeidzjan.
Zərdab telt 54.800 inwoners (01-01-2012) op een oppervlakte van 856 km²; de bevolkingsdichtheid is 64 inwoners per km².